# South San Gabriel (Kalifornien)
South San Gabriel ist ein census-designated place (CDP) im Süden des Los Angeles County im US-Bundesstaat Kalifornien. Das U.S. Census Bureau hat bei der Volkszählung 2020 eine Einwohnerzahl von 7920 ermittelt.

## Geographie
South San Gabriel liegt im Zentrum der Metropolregion Los Angeles oberhalb der California State Route 60 (Pomona Freeway) und unter der Interstate 10. Nordöstlich von South San Gabriel liegt die Stadt Rosemead.

## Bevölkerungsentwicklung
| Jahr      | 1970 | 1980 | 1990 | 2000 | 2010 | 2020 |
| --------- | ---- | ---- | ---- | ---- | ---- | ---- |
| Einwohner | 5051 | 5421 | 7700 | 7595 | 8070 | 7920 |